# Dorothy West
Dorothy West   (Boston, 2 de juny de 1907 - Boston, 16 d'agost de 1998) va ser una escriptora nord-americana que va formar part del moviment de renaixement de Harlem.
Es va dedicar durant un temps al periodisme i va ser editora de les revistes Challenge i New Challenge. Va publicar la novel·la The Living is Easy (1948), el llibre de contes The Richer, the Poorer (1995) i la novel·la The Wedding (1995). En les seves obres s'hi relata sovint la vida de les famílies negres de classe alta. El 1996 va rebre el Premi Anisfield-Wolf en reconeixement de la seva trajectòria.